# طيط أورماس (أمرصيد)
طيط أورماس هي إحدى مشيخات المملكة المغربية، تتبع جغرافيا لإقليم ميدلت وإداريًا لأمرصيد. يقدر عدد سكانها بـ 2799 نسمة حسب الإحصاء الرسمي للسكان والسكنى لسنة 2004.